# Santa Efigênia de Minas
Santa Efigênia de Minas là một đô thị thuộc bang Minas Gerais, Brasil. Đô thị này có diện tích 132,183 km², dân số năm 2007 là 4519 người, mật độ 36,9 người/km².